# Музеї Лейдена
Музеї Лейдена — музейні, виставкові та науково-дослідницькі установи у нідерландському місті Лейден, який посідає третє місце у країні, після Амстердама і Гааги, за кількістю музеїв і має неофіційне прізвисько «міста музеїв» (нід. Museumstad).
У різних джерелах наводиться різна кількість музеїв у місті, що зумовлене різними поглядами на поняття музею. Так, наприклад, до переліку можуть включатися або ні: Лейденський ботанічний сад, архів батьків-пілігримів (який не має постійного місця перебування), Анатомічний музей при медичному факультеті Лейденського університету (який майже недоступний для пересічних відвідувачів) та музей CORPUS (який територіально розташований в сусідньому місті Угстгест).
З-поміж лейденських музеїв чотири мають статус державних (нід. rijksmuseum). Щороку їх відвідує близько півмільйона осіб. Частина музеїв бере участь у світовій акції «Ніч у музеї».

## Історія
Першим лейденським музеєм став Державний музей природничої історії (нід. Rijksmuseum van Natuurlijke Historie), відкритий 1820 року. Проте цей музей призначався лише для науковців і студентів Лейденського університету і був доступний для відвідування пересічними громадянами лише по неділях. У 1831 році Філіп фон Зібольдом, німецький науковець і дослідник Японії, відкрив для публіки свою колекцію японських раритетів, тим самим заснувавши так званий Museum Japonicum, перший етнографічний музей в Європі. Наступниками цього музею стали Державний музей етнології та музей «Сіболдхейс».

## Сучасні музеї
| Назва | Фото | Профіль                    | Опис | Будівля |
| --- | ---- | -------------------------- | --- | --- |
| Академічний історичний музей (нід. Academisch Historisch Museum)                                                                             |      | Історичний музей           | Присвячений історії Лейденського університету та вченим, які навчалися та/або викладали в університеті | Головна будівля Лейденського університету (Academiegebouw), до 1581 року це був монастир (1450–1516 роки)                              |
| Анатомічний музей (нід. Anatomisch Museum)                                                                                                   |      | Галузевий музей            | | Розташований у приміщенні Лейденського університетського медичного центру, доступний для публіки лише двічі на рік                     |
| Архів пілігримів (нід. Pilgrim Archives) |      | Історичний музей-архів     | Колекція різноманітних документів батьків-пілігримів | Розташовувався у приміщенні Регіонального архіву, пізніше тимчасово переїхав до будівлі церкви святого Петра                           |
| Міський музей вітряків (нід. Stedelijk Molenmuseum De Valk)                                                                                  |      | Технічний музей            | Присвячений історії вітряків та гільдії мельників Лейдена. На першому поверсі збереглося єдине в Нідерландах помешкання мельника з автентичним інтер'єром                                                                 | Вітряк, зведений 1743 року |
| Державний музей етнології (нід. Rijksmuseum Volkenkunde)                                                                                     |      | Етнографічний музей        | Присвячений культурі різних народів світу. Постійно проводяться тематичні виставки | Комплекс будівель колишнього університетського шпиталю, зведений у 1867–1870 роках                                                     |
| Державний музей старожитностей (нід. Rijksmuseum van Oudheden)                                                                               |      | Історичний музей           | Присвячений історії античності (Єгипет, Греція, Рим) та історії колонізації римлянами Голландії | Будинок зведений у 1750 році, флігель — у XIX ст., раніше тут розташовувався Державний музей природничої історії                       |
| Лейденський ботанічний сад (нід. Hortus botanicus)                                                                                           |      | Ботанічний сад             | Заснований 1590 року, є найстарішим ботанічним садом у Нідерландах і одним з найстаріших в Європі | |
| Лейденський музей американських пілігримів (нід. Leiden American Pilgrim Museum)                                                             |      | Історичний музей           | Присвячений батькам-пілігримам — групі пуритан, що виїхали з Лейдена до Північної Америки на кораблі «Мейфлавер» і заснували там Плімутську колонію                                                                       | Будинок зведений у 1365–1370 роках |
| Міський музей «Лакенхал» (нід. Museum De Lakenhal)                                                                                           |      | Художньо-краєзнавчий музей | Присвячений історії міста Лейден та, зокрема, історії місцевої текстильної промисловості. На першому поверсі експонуються картини живописців-уродженців Лейдена та колекції скляного, порцелянового і кришталевого посуду | Будівля гільдії ткачів (1640) |
| Музей карет (нід. Wagenmakersmuseum) |      | Галузевий музей            | Присвячений історії каретної справи в Лейдені | |
| Музей «Лейденський будинок ткача»(нід. Museum Het Leids Wevershuis)                                                                          |      | Історично-галузевий музей  | Присвячений історії текстильної промисловості Лейдена | Розташований у так званому «будинку ткача» — типовому старовинному будинку, пристосованому для проживання і праці майстра-ткача (1560) |
| Музей «Сіболдхейс» (нід. SieboldHuis) |      | Етнографічний музей        | Базується на колекції японських раритетів, зібраній Філіпом фон Зібольдом у 1823–1829 роках | |
| Національний музей історії науки та медицини (музей Бургаве) (нід. Nederlandsch Historisch Natuurwetenschappelijk Museum (Museum Boerhaave)) |      | Природничий музей          | Названий на честь видатного нідерландського вченого Германа Бургаве, музей представляє п'ятивікову історію розвитку науки та медицини                                                                                     | Будівля старого шпиталю святої Цецилії (1596)                                                                                          |
| Національний музей швидкої допомоги та першої допомоги (нід. Nationaal Ambulance- en Eerste Hulpmuseum)                                      |      | Галузевий музей            | В експозиції музею — колекція засобів надання першої допомоги та зразки машин швидкої допомоги | Розташований у приміщенні Регіональної служби швидкої допомоги                                                                         |
| Центр біорізноманіття «Натураліс» (нід. Naturalis Biodiversity Center)                                                                       |      | Природничий музей          | В експозиції музею — численні колекції опудал тварин і птахів, гербарії, мінералогічні та ентомологічні колекції. Діє низка постійних та тимчасових інтерактивних виставок                                                | Будівля музею зведена 1998 року, вхід розташовується у Чумному будинку (1661)                                                          |

## Колишні музеї
| Назва                                                                                               | Зображення | Розташування                                                                            | Опис | Подальша доля |
| --------------------------------------------------------------------------------------------------- | ---------- | --------------------------------------------------------------------------------------- | --- | --- |
| Державний музей природничої історії (нід. Rijksmuseum van Natuurlijke Historie)                     |            | Будинок № 28 на каналі Рапенбург, де наразі розташований Державний музей старожитностей | Відкритий у 1820 році, призначався для студентів і викладачів Лейденського університету                                                                                 | Став частиною утвореного у 1988 році музею «Натураліс»                                                                               |
| Державний музей геології та мінералогії (нід. Rijksmuseum van Geologie en Mineralogie)              |            | Будинок на площі Гаренмаркт                                                             | До 1878 року був частиною Державного музею природничої історії, у 1893 році переїхав до окремого приміщення, 1984 року повторно об'єднався з музеєм природничої історії | Став частиною утвореного у 1988 році музею «Натураліс»                                                                               |
| Королівський музей нідерландської армії та зброї (нід. Koninklijk Nederlands Leger- en Wapenmuseum) |            | Чумний будинок (сучасний музей «Натураліс»)                                             | Існував у 1949–1989 роках (офіційно відкрився 1956 року), присвячувався історії збройних сил Нідерландів                                                                | Об'єднаний у 1989 році з музеєм збройних сил у Делфті, 2014 року цей музей та кілька інших об'єднано у Національний військовий музей |